# Migné-Auxances
Migné-Auxances ist eine französische Gemeinde mit 6276 Einwohnern (Stand: 1. Januar 2022) im Département Vienne in der Region Nouvelle-Aquitaine. Migné-Auxances liegt im Arrondissement Poitiers und ist Teil des Kantons Migné-Auxances. Die Einwohner heißen Mignanxois.

## Geographie
Migné-Auxances liegt am Fluss Auxance und wird umgeben von den Nachbargemeinden Avanton im Norden, Chasseneuil-du-Poitou im Osten, Buxerolles im Südosten, Poitiers im Süden, Pouzoux-La-Jarne im Südwesten, Quinçay im Westen und Cissé im Nordwesten.
Durch die Gemeinde führen die Route nationale 147 und 149.

## Sehenswürdigkeiten

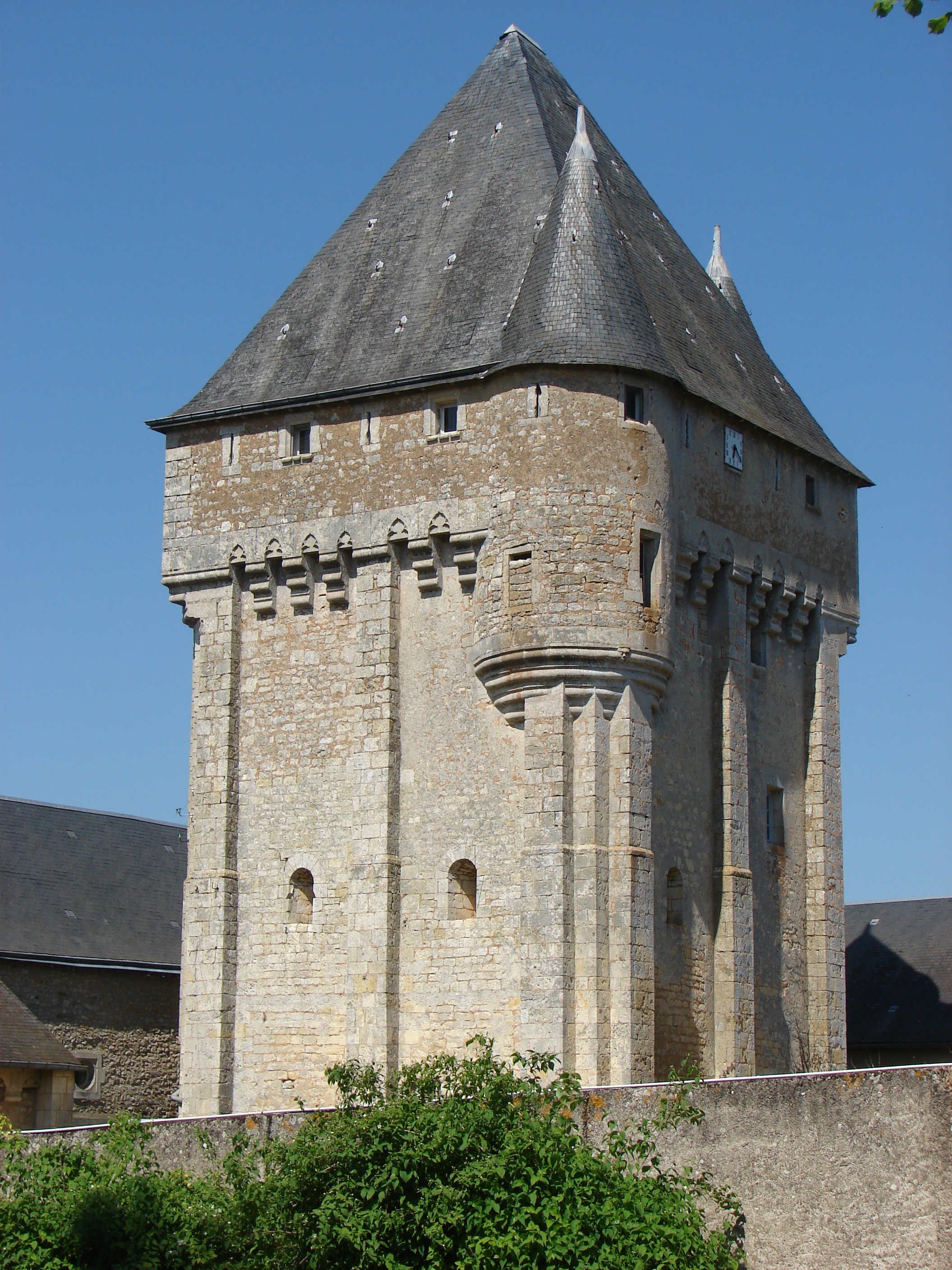
Donjon des Châteaus Pacques

- Château Pacques mit dem Donjon aus dem 11. Jahrhundert, seit 1927 Monument historique, seit 1960 Karmelitinnenkloster Poitiers-Migné

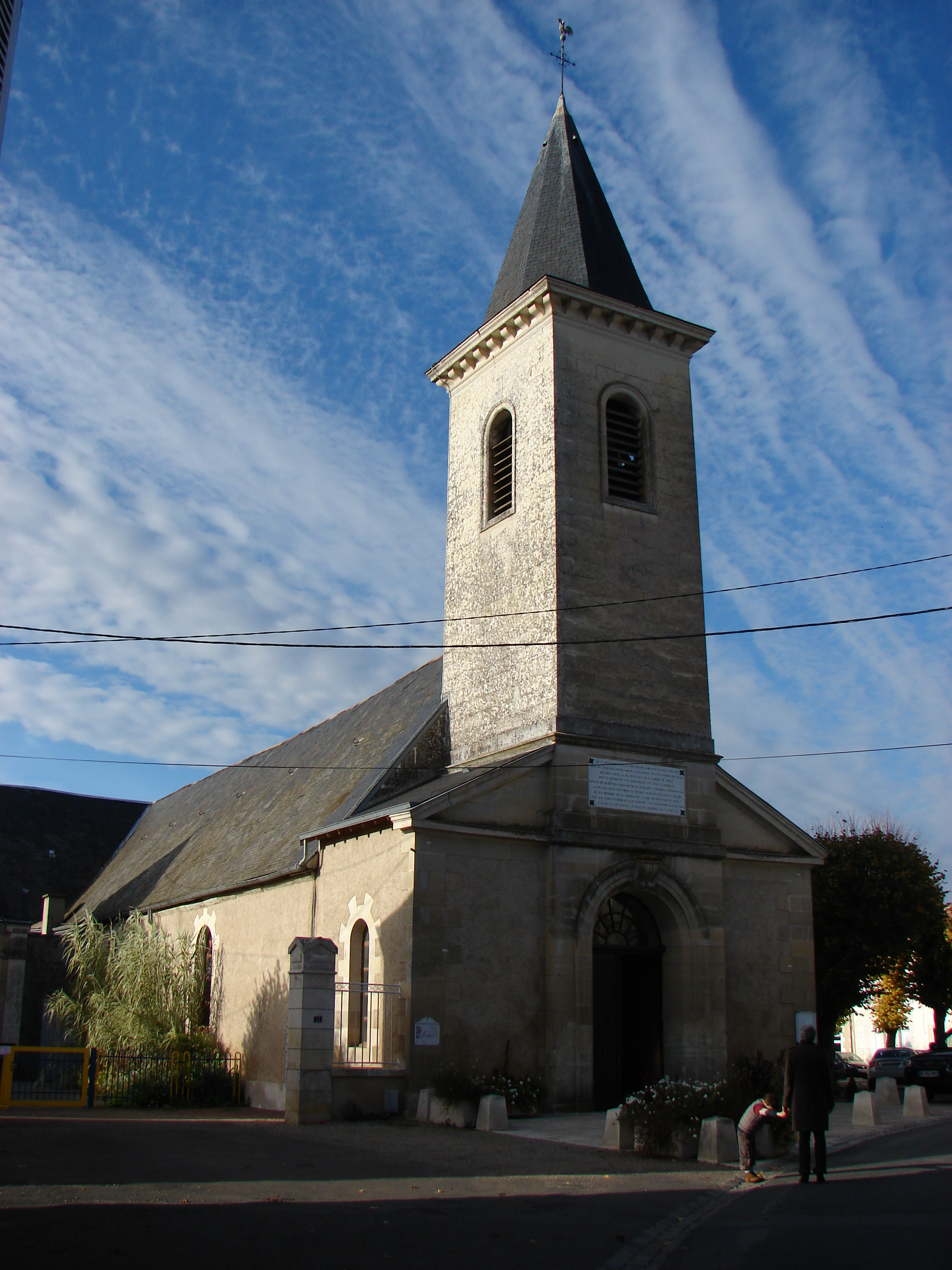
Kirche von Migné-Auxances

- Kirche

## Bevölkerungsentwicklung
| Einwohner                                                  | 2.605 | 3.881 | 4.889 | 5.397 | 5.843 | 7.008 | 6.859 | 6.008 | 6.071 |
| Ab 1962 offizielle Zahlen ohne Einwohner mit Zweitwohnsitz |       |       |       |       |       |       |       |       |       |

## Gemeindepartnerschaften
Mit der deutschen Gemeinde Bann in Rheinland-Pfalz sowie mit der rumänischen Gemeinde Bârnova im Kreis Iași (Region Moldau) verbindet Migné-Auxances eine Partnerschaft.

## Trivia
In Migné-Auxances befindet sich das Institut du Bon Pasteur, eine Einrichtung, die von einer altritualistischen Gesellschaft apostolischen Lebens betrieben wird. Angeschlossen ist die Kapelle Sainte-Marie.